# Stegen (Luxembourg)
Pour l’article homonyme, voir Stegen.
Stegen (luxembourgeois : Steeën) est une section de la commune luxembourgeoise de la Vallée de l'Ernz située dans le canton de Diekirch.

## Histoire
Avant le 1er janvier 2012, Stegen faisait partie de la commune d’Ermsdorf qui fut dissoute lors de la création de la commune de la Vallée de l’Ernz.